# ギリェルメ・ジメネス・ジ・ソウザ
ジメネス（Gimenez）ことギリェルメ・ジメネス・ジ・ソウザ（ポルトガル語: Guilherme Gimenez de Souza、1995年6月18日 - 2016年11月28日）は、ブラジルのサッカー選手。ポジションはDFもしくはMF。
ラミア航空2933便墜落事故に巻き込まれ、21歳で夭折した。

## クラブ歴
オレ・ブラジルFC、コメルシアウ-SPの下部組織に在籍。コメルシアウで2013年半ばにトップチームに昇格し、同年7月21日のコパ・パウリスタのインデペンデンテFC戦で初出場した。翌年のカンピオナート・パウリスタで2試合にベンチ入りしたが出場はせず、2014年4月17日に給与未払いにつき契約解除。8日後にライバルのボタフォゴ-SPに3年契約で移籍。2015年4月5日にカンピオナート・パウリスタでサンパウロFCから得点し初得点を記録した。
2015年6月に投資クラブであるシアノルテFCに買われ、カンピオナート・ブラジレイロ・セリエAのゴイアスECと契約。7月18日に同リーグ初出場。全国1部は初年度であったが23試合に出場した一方でクラブは降格した。12月17日にカンピオナート・ブラジレイロ・セリエA所属のアソシアソン・シャペコエンセ・ジ・フチボウと1年契約を交わした。2016年11月28日にラミア航空2933便墜落事故によって死亡、享年は21歳であった。

## タイトル
シャペコエンセ
- カンピオナート・カタリネンセ: 2016
- コパ・スダメリカーナ: 2016(死後)[8]